# Львович, Борис Афроимович
Бори́с Афрои́мович Льво́вич (род. 3 апреля 1947 года, Казань) — российский режиссёр, актёр и чтец, автор и исполнитель песен, журналист, организатор и ведущий концертов. Заслуженный артист РСФСР (1989). Член Общественного совета Российского еврейского конгресса.

## Биография
Окончил физический факультет Казанского государственного университета и Театральное училище имени Б. В. Щукина при Государственном академическом театре имени Евг. Вахтангова (1975).
С 1966 года пишет песни на стихи русских поэтов. Одна из самых известных песен Львовича — «Старинная легенда» (в простонародье «Песня о мужском и женском монастырях», 1977—1978) — была написана на стихи его друга, выпускника химфака КГУ и поэта-сатирика Бориса Ларина.

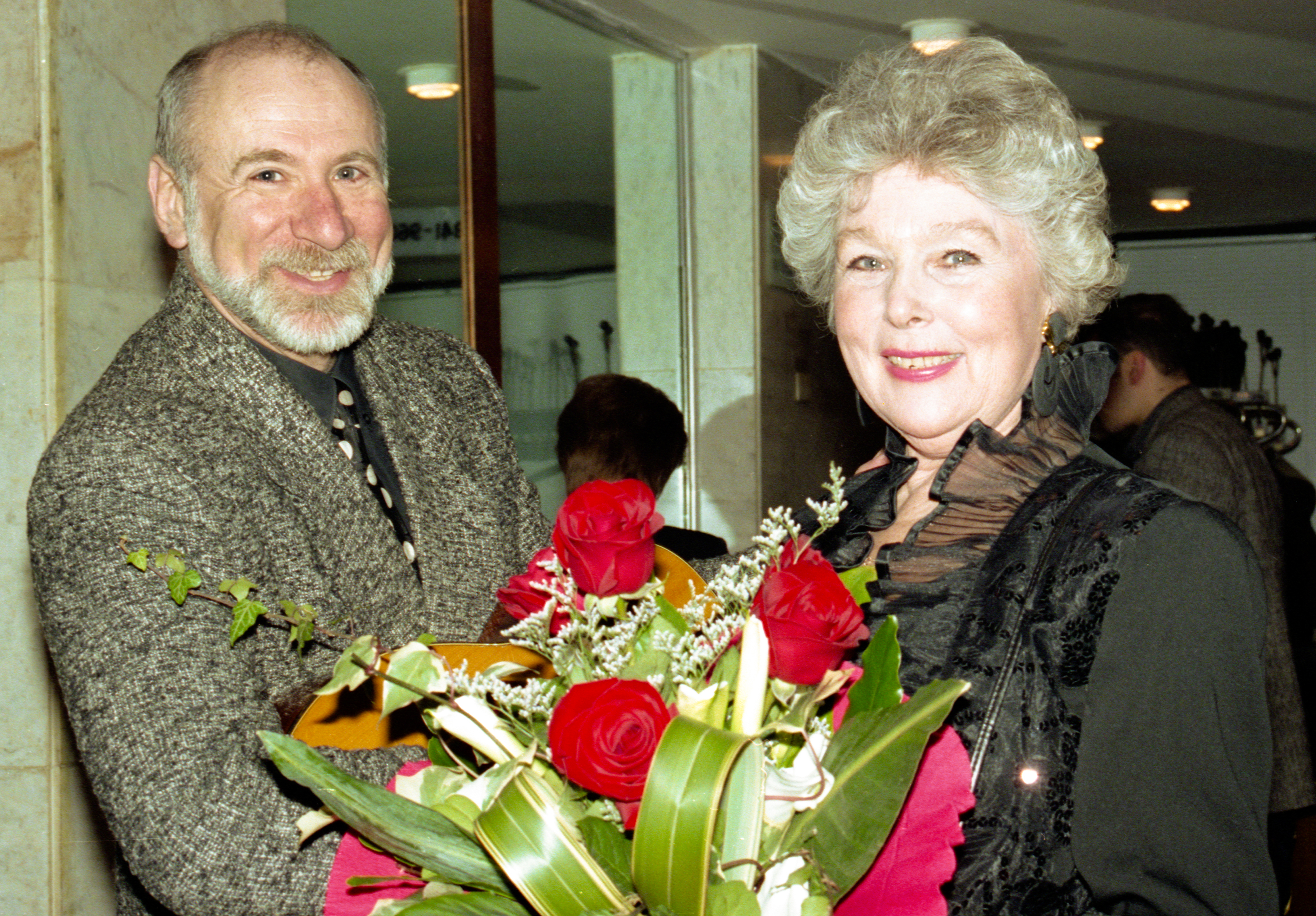
С В.К. Васильевой, 2000 год

Ведущий юмористических программ российского телевидения. (В частности, вёл на канале «ТВЦ» передачу «В гости с улыбкой», на канале «Парк развлечений» программу «Кстати»). Как актёр-чтец выступает с закулисными байками и анекдотами театральной Москвы; считается, что Львович — обладатель самой большой коллекции таких баек.
В 2001 году выпустил книгу смешных историй, «рассказанных в актёрской курилке».

## Семья
- Жена — Наталья.
- Сын — композитор Роман Львович (1972)

## Фильмография
- 2007 — «Ниоткуда с любовью, или Весёлые похороны» — бармен Арон
- 2007 — «Евгений Матвеев. „Жизнь без вранья“» (документальный фильм «Первого канала»)[2]
- 2008 — «Тяжёлый песок» — Кусиел Плоткин, хозяин мясной лавки (2-я, 6-я, 7-я, 10-я, 12-я, 14-я серии)
- 2011 — «Моя безумная семья», Режиссёр: Ренат Давлетьяров, роль — оператор-постановщик рекламного ролика
- 2012 — «Дело следователя Никитина» (сериал), Режиссёры: Валерий Усков, Владимир Краснопольский, роль — Петр Петрович — тапер в школе танцев
- 2014 — «Светофор», роль — Режиссёр: Роман Фокин, роль — сосед Эдуарда
- 2014 — «Последний из Магикян», Режиссёр: Резо Гигинеишвили, роль — Валерий Карлович, главврач
- 2015 — «Бульварное кольцо», Режиссёр: Дмитрий Барщевский, роль — конферансье
- 2015 — «Не пара», Режиссёры: Станислав Шмелев, Вадим Шмелев, роль — Маневич, эксперт по живописи
- 2016 — «Эти глаза напротив», Режиссёр: Сергей Комаров, роль — Горкович, директор оркестра Лундстрема
- 2020 — «Беспринципные», Режиссёр: Роман Прыгунов, роль Григорий Ефимович, адвокат

## Награды
- Почётное звание Заслуженный артист РСФСР (1989 год)[3].
- Медаль «100 лет образования Татарской Автономной Советской Социалистической Республики» (2021 год) — за существенный вклад в укрепление социально-экономического потенциала Республики Татарстан, межнационального и межконфессионального мира и согласия, сохранение и преумножение культурно-духовного наследия, высокие достижения в профессиональной и общественной деятельности[4].